# Cecil Bødker
Cecil Bødker (Fredericia, Dinamarca; 27 de marzo de 1927-19 de abril de 2020) fue una escritora danesa, famosa por el uso del personaje "Silas" en sus libros. Su padre fue el artista y autor Hans Peter Jacobsen.

## Biografía
En 1955, ya tenía sus primeros poemas publicados bajo el seudónimo de Cecil Skar. En 1961, debutó con la colección de novelas cortas Øjet (en español «Ojo»), tratando la condición de la existencia humana alejada de la naturaleza. La crítica distópica de la civilización continuó en Tilstanden Harley («La condición de Harley») de 1965, y en Papanicolaou (en español «Cartulina») de 1967.
En 1976 ganó el Premio Hans Christian Andersen en la categoría de escritores infantiles.

## Publicaciones
- 1955    Luseblomster (poema)
- 1956    Fygende heste (poema)
- 1959    Anadyomene (poema)
- 1961    Øjet (novela)
- 1964    Latter (juego auditivo)
- 1964    Samlede digte (edición coleccionista)
- 1965    Tilstanden Harley (novela)
- 1967    Pap (audio)
- 1967    Silas og den sorte hoppe (jóvenes adultos)
- 1968    I vædderens tegn (poema)
- 1969    Silas og Ben-Godik (jóvenes adultos)
- 1969    Timmerlis (jóvenes adultos)
- 1970    Leoparden (jóvenes adultos)
- 1971    Dimma Gole (jóvenes adultos)
- 1971    Fortællinger omkring Tavs
- 1971    Kvinden som gik bort over vandet (audio)
- 1972    Salthandlerskens hus
- 1972    Silas fanger et firspand (jóvenes adultos)
- 1972    Skyld (interpretación)
- 1974    En vrangmaske i Vorherres strikketøj
- 1975    Barnet i sivkurven
- 1975    Da jorden forsvandt
- 1975    Far, mor og børn (interpretación)
- 1975    Jerutte fra Ræverød (jóvenes adultos)
- 1975    Jerutte redder Tom og Tinne (jóvenes adultos)
- 1976    Jerutte og bjørnen fra Ræverød (jóvenes adultos)
- 1976    Silas stifter familie (jóvenes adultos)
- 1977    Cecil Bødker - et udvalg (selección)
- 1977    Den udvalgte
- 1977    Jerutte besøger Hundejens (jóvenes adultos)
- 1977    Silas på Sebastianbjerget (jóvenes adultos)
- 1978    Silas og Hestekragen mødes igen (jóvenes adultos)
- 1979    Silas møder Matti (jóvenes adultos)
- 1980    Evas ekko
- 1980    Flugten fra Farao
- 1981    Tænk på Jolande
- 1982    Den lange vandring
- 1982    Syv år for Rakel
- 1983    Marias barn. Drengen
- 1984    Marias barn. Manden
- 1984    Silas - livet i bjergbyen (jóvenes adultos)
- 1985    Silas - de blå heste (jóvenes adultos)
- 1986    Silas - Sebastians arv (jóvenes adultos)
- 1987    Ægget der voksede (jóvenes adultos)
- 1988    Maria fra Nazaret
- 1988    Silas - ulverejsen (jóvenes adultos)
- 1989    Vandgården
- 1990    Hungerbarnet (jóvenes adultos)[nota 1]
- 1990    Malvina
- 1991    Jordsang (poema)
- 1992    Silas - testamentet (jóvenes adultos)
- 1993    Tørkesommer (novela)
- 1995    Men i hvert fald i live (jóvenes adultos)
- 1996    Fru Hilde (jóvenes adultos)
- 1997    Farmors øre
- 1997    Mens tid er
- 1998    Silas og flodrøverne (jóvenes adultos)
- 2001    Silas - fortrøstningens tid (jóvenes adultos)
- 2003    Siffrine